# 梅里德·科里根·麥奎爾
梅里德·科里根·麥奎爾（Mairead Corrigan Maguire ，1944年1月27日—）是一名北爱尔兰社会活动家。她与贝蒂·威廉斯一起创立了和平人社团组织，该组织致力于和平解决北爱尔兰问题。1977年，两人同获1976年度的诺贝尔和平奖。科里根还获得了一些其他奖项。
迈入21世纪后，科里根成为以色列对待巴勒斯坦及巴勒斯坦人政策的批评者，她反对对加沙的封锁，提倡非暴力的解决巴勒斯坦问题。